# Gor Mahia Football Club
O Gor Mahia Football Club é um clube de futebol do Quênia, da cidade de Nairobi. Suas cores são verde e branco.
O clube tradicionalmente representa a tribo dos Luo, grupo étnico presente no Quênia, leste de Uganda e norte da Tanzânia.

## História
O Gor Mahia foi fundado em 1968, como resultado da fusão de dois clubes: Luo United e Luo Sports Club (também conhecido como Luo Stars). O nome, Gor Mahia, é uma homenagem ao famoso médico homônimo que viveu no distrito de Homa Bay, no século XIX.
Em 1979, além do vencer o campeonato nacional queniano, o clube chegou nas finais da Copa das Confederações da CAF, quando foi derrotado pelo Canon Yaoundé, de Camarões. Na ocasião, o Gor Mahia viu 5 de seus jogadores serem afastados do grupo por terem aceito suborno da equipe camaronesa. O time-base do Gor Mahia naquele ano estava assim escalado: Dan Odhiambo, Paul Oduwo "Cobra", Otieno Bassanga, John "Bobby" Ogolla, Mike Ogolla, Tim Ayieko, Sammy Owino "Kempes", Allan Thigo, Andrew Obunga, George Yoga e Nashon Oluoch "Lule". 
No ano seguinte, o clube foi campeão da Copa Interclubes da CECAFA, após vencer o coterrâneo Abaluhya por 3x2, na final em Blantyre (Malawi), sendo dois gols marcados por William Obwaka. Repetiu o feito em 1981, batendo o Simba, da Tanzânia, por 1x0, em Nairobi. Em 1984, perdeu o título para AFC Leopards, também do Quênia, por 2x0. Neste ano, o clube foi eliminado da Copa das Confederações da CAF após seus jogadores agredirem o juiz. Durante a segunda fase da competição, na partida de ida, disputada no Cairo, Abass Magongo, do Gor Mahia, tentou fazer falta em um jogador do Zamalek, do Egito, próximo da grande área. O jogador egípcio caiu dentro da área e o árbitro, do Sudão, marcou pênalti e expulsou Abass Magongo. Os jogadores do Gor Mahia desferiram socos e chutes no árbitro, que então encerrou a partida. Além de eliminado da competição, o Gor Mahia foi suspenso pela CAF por 2 anos de seus campeonatos, além de 6 jogadores (Abbey Nassur, Otieno Solo, Abass Magongo, Onyango Fundi, Bobby Ogolla e Abdallah Shebe) e mais o técnico Len Julians sofrerem a mesma punição.
Apesar de banido da principal competição africana, o Gor Mahia estava apto a participar da Copa Interclubes da CECAFA de 1985, disputada no Sudão. Sem 6 de seus melhores jogadores e o técnico suspensos, o clube não esperava ir longe na competição. Porém, o time comandado pelo interino Maurice Ochieng vingou-se da derrota na final da edição anterior da competição, e sagrou-se campeão sobre o mesmo AFC Leopards e devolvendo-lhe o mesmo placar.
Em 1987, o clube conquistou o maior título de sua história: a Copa das Confederações da CAF, vencendo também a Copa Presidente do Quênia e o Campeonato Queniano. Além disso, o Gor Mahia cedeu 8 jogadores à Seleção Queniana que foi vice-campeã dos Jogos Pan-africanos daquele ano, o melhor resultado da história do país no futebol. 

## Títulos

### Internacionais
- Recopa Africana: 1987.
- Copa Interclubes da CECAFA: 3 vezes (1980, 1981 e 1985).

### Nacionais
- Campeonato Queniano de Futebol: 21 vezes (1968, 1974, 1976, 1979, 1983, 1984, 1985, 1987, 1990, 1991, 1993 1995, 2013, 2014, 2015, 2017, 2018, 2019, 2020, 2023, 2024).
- Copa Presidente do Quênia: 7 vezes (1976, 1981, 1983, 1986, 1987, 1988 e 1992).